# Cerro San Valentín
Cerro San Valentín är ett berg i Chile.   Det ligger i provinsen Provincia de Aisén och regionen Región de Aisén, i den södra delen av landet, 1 500 km söder om huvudstaden Santiago de Chile. Toppen på Cerro San Valentín är 4 058 meter över havet.
Terrängen runt Cerro San Valentín är huvudsakligen mycket bergig. Cerro San Valentín är den högsta punkten i trakten. Trakten runt Cerro San Valentín är nära nog obefolkad, med mindre än två invånare per kvadratkilometer.. Det finns inga samhällen i närheten.
Trakten runt Cerro San Valentín består i huvudsak av gräsmarker.